# Litòfit

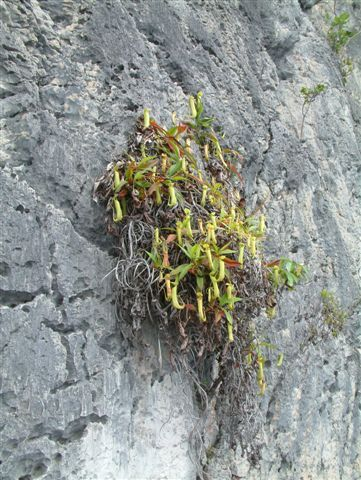
Nepenthes sp. creixent sobre una roca a Nova Guinea.

Litòfit és una forma vital de les plantes.

## Descripció
Les plantes litòfites són les que poden créixer directament sobre la roca o en terrenys molt pedregosos. S'alimenten de la molsa, de partícules nutritives de l'aigua de pluja, de la pols escampada que s'aferra a la roca i també de llurs propis teixits morts.

## Exemples
- Les orquídies del gènere Paphiopedilum
- Nepenthes campanulata
- Algunes espècies de Utricularia